# Doddie Weir
George Wilson Weir, detto Doddie (Edimburgo, 4 luglio 1970 – Edimburgo, 26 novembre 2022), È stato un rugbista a 15 internazionale per la Scozia, in carriera agonistica attivo come seconda linea e, dopo il ritiro dall'attività sportiva, dirigente nel settore della depurazione e smaltimento delle acque.
È morto all'età di 52 anni a causa della sclerosi laterale amiotrofica.

## Biografia
Nativo di Edimburgo, ai tempi della scuola Doddie Weir era più dedito all'equitazione che non al rugby; intorno ai 14 anni, notato da un osservatore che lo vide giocare con la squadra scolastica di rugby, gli fu proposto di fare un provino con il Melrose, squadra dei Borders, e a tale club si legò fino all'esordio nel campionato scozzese, nonostante la contrarietà della famiglia, da sempre tifosa del Gala RFC, altra formazione dei Borders e rivale storica del Melrose.
Contemporaneamente all'attività di giocatore intraprese studi universitari in agronomia e lavorava al birrificio Tetley's, oggi di proprietà della Carlsberg.
Ancora al Melrose, fu convocato per la prima volta in nazionale scozzese nel novembre 1990 per un test match contro l'Argentina a Murrayfield e l'anno successivo fu chiamato per la prima volta nella rosa nazionale che prendeva parte a una competizione internazionale, la Coppa del Mondo di rugby 1991 in Inghilterra.
Dopo la Coppa del Mondo 1995 in Sudafrica, cui prese parte, lasciò la Scozia per passare professionista in Inghilterra al Newcastle.
Promosso in Premiership nel 1997, con tale squadra vinse il titolo inglese nel 1998.
Nel 1997 prese altresì parte al tour dei British and Irish Lions, ancora in Sudafrica, la cui serie di 3 test match contro gli Springbok fu vinta dagli interbritannici per 2-1: in tale tour, tuttavia, non andò oltre il quarto incontro infrasettimanale (e il suo terzo personale) perché fu costretto a rientrare in patria a causa di un infortunio di gioco, sostituito dall'inglese Nigel Redman.
Nel 1999 fu in campo in occasione della finora (2022) ultima vittoria scozzese al Cinque/Sei Nazioni, e nello stesso anno prese parte alla sua ultima Coppa del Mondo, che si tenne in Galles.
Nel 2000 disputò il suo 61º e ultimo incontro internazionale, e nel 2002 lasciò il Newcastle per tornare in Scozia alla formazione di Celtic League dei Borders.
Dopo due stagioni si ritirò dall'attività.
Dopo il ritiro dall'attività sportiva si dedicò alla direzione aziendale nel campo dello smaltimento e del riciclo delle acque, divenendo direttore presso la Hutchison Environmental Solution, compagnia fondata da suo suocero, nonché commentatore sportivo per il Daily Telegraph.
A giugno 2017 Weir ricevette la diagnosi di sclerosi laterale amiotrofica, a seguito della quale diede vita a una fondazione a suo nome per sensibilizzare sul tema della ricerca scientifica sulle malattie degenerative del sistema nervoso.
Nel 2018 fu istituito in suo omaggio il trofeo Doddie Weir Cup, disputato annualmente tra Galles e Scozia.
Weir è morto il 26 novembre 2022, cinque anni e mezzo dopo la diagnosi della malattia.

## Palmarès
- Premiership: 1
Newcastle: 1997-98
- Campionati scozzesi: 3
Melrose: 1991-92, 1992-93, 1994-95